# 신들의 신비
신들의 신비(프랑스어: Le Mystère des dieux)은 베르나르 베르베르가 쓴 <신>이라는 소설 중 3부작중 3편이다.

## 줄거리
마침내 결승전에 오르게 되는 미카엘. 그러나 경기 전 마타 하리가 살신자에 의해 죽고 죽은 줄로만 알았던 에드몽이 살신자와 앙크를 겨누고있자 미카엘의 머리는 복잡하기만 하다. 결국 결승에는 라울이 우승을 하게 되고 미카엘은 돌고래족을 학대한 상어족의 신 자비에 뒤피를 죽인 죄로 18호 지구로 유배가게 된다. 18호 지구에서 그는 가브리엘이라는 이름으로 생활한다. 그는 자신이 아직도 신인 양 떠들어 대다가 델핀 카메레르라는 인간 여자에게 자신이 창시한 종교를 배우는 방법을 배우는 어처구니 없는 상황에 빠지게되고 가브리앵은 델핀을 좋아하게 된다. 그 후 프루동에게 좇겨 델핀과 함께 고요한 섬에 다다른다. 그곳에서 가브리앵은 임신한 델핀과 함께 행복한 나날을 보내지만 아에덴에서 온 에드몽에 이끌려 다시 아에덴에 가 보니 그곳은 전쟁터가 되어있고 미카엘은 에드몽, 아프로디테, 오이디푸스 그리고 오르페우스와 함께 라울이 가고있는 두 번째 산으로 떠난다. 그곳에서 미카엘 일행은 판의 왕국과 하데스의 지옥을 거쳐 두 번째산의 정상에 오른다. 그리고 제우스의 도움을 밫아 별으로 변한 후 <9>의 존재인 은하와 <10>의 존재인 우주를 만나게 되고 미카엘, 에드몽, 라울, 아프로디테, 오르페우스, 오이디푸스, 무슈론은 별이 된다. 그리고 우주의 명을 받아 에드몽과 함께 <11> 또는 <111>의 존재를 알아낸다.

## 등장인물
돌고래족의 신 미카엘 팽송, 독수리족의 신 라울 라조르박, 에드몽 웰즈, 늑대족의 여신 마타 하리, 호랑이족의 신 조르주 멜리에스, 흰개미족의 신 귀스타브 에펠, 상어족의 신 자비에 뒤피, 왜가리족의 여신 시몬 시뇨레, 매족의 신 브뤼노 발라르, 돼지족의 신 프랑수아 라블레, 염소족의 신 툴루즈 로크레크, 갈매기족의 신 장 드 라퐁텐, 수탉족의 여신 에디트 피아프 ,조제프 프루동, 살신자 뤼시앵 뒤프레, 무슈론(커룹), 가브리엘 아스콜랭, 델핀 카메레르,오이디푸스, 오르페우스, 아프로디테등이 나온다.

## 같이 보기
- 우리는 신
- 신들의 숨결